# Caecilia tenuissima
Caecilia tenuissima är en groddjursart som beskrevs av Taylor 1973. Caecilia tenuissima ingår i släktet Caecilia och familjen Caeciliidae. IUCN kategoriserar arten globalt som otillräckligt studerad. Inga underarter finns listade.